# مقاطعة كارون
مقاطعة كارون (بالفارسية: شهرستان كارون) هي إحدى مقاطعات إيران وتقع في محافظة خوزستان. مدينة كارون هي عاصمة هذه المقاطعة. حسب إحصاءات المركز الرسمي للإحصاءات الإيرانية في 2006 كان يسكن مقاطعة كارون 108,482 شخص. تنقسم هذه المقاطعة بلدتان: البلدة المركزية وبلدة السويسة. للمقاطعة مدينة واحدة وهي كارون.
كانت تسمى مقاطعة كارون باسم كوت عبد الله سابقا و تم تغيير اسمها لمقاطعة كارون في 23 يناير 2013.

## التحول إلى مدينة
بموافقة مجلس الوزراء، أصبح أهالي منطقة كوت عبد الله هي المدينة أيضًا وتم تغيير اسم كوت عبد الله إلى كارون وتم تشكيل مدينة كارون. أصبحت منطقة كوت عبد الله في الأهواز والقرى المحيطة بها، والتي كان يشار إليها دائمًا بأطراف المدينة، مدينة من الآن فصاعدًا. الحدود بين مدينة الأهواز ومدينة كارون هي جسر فولاد.